# 글로리아 진

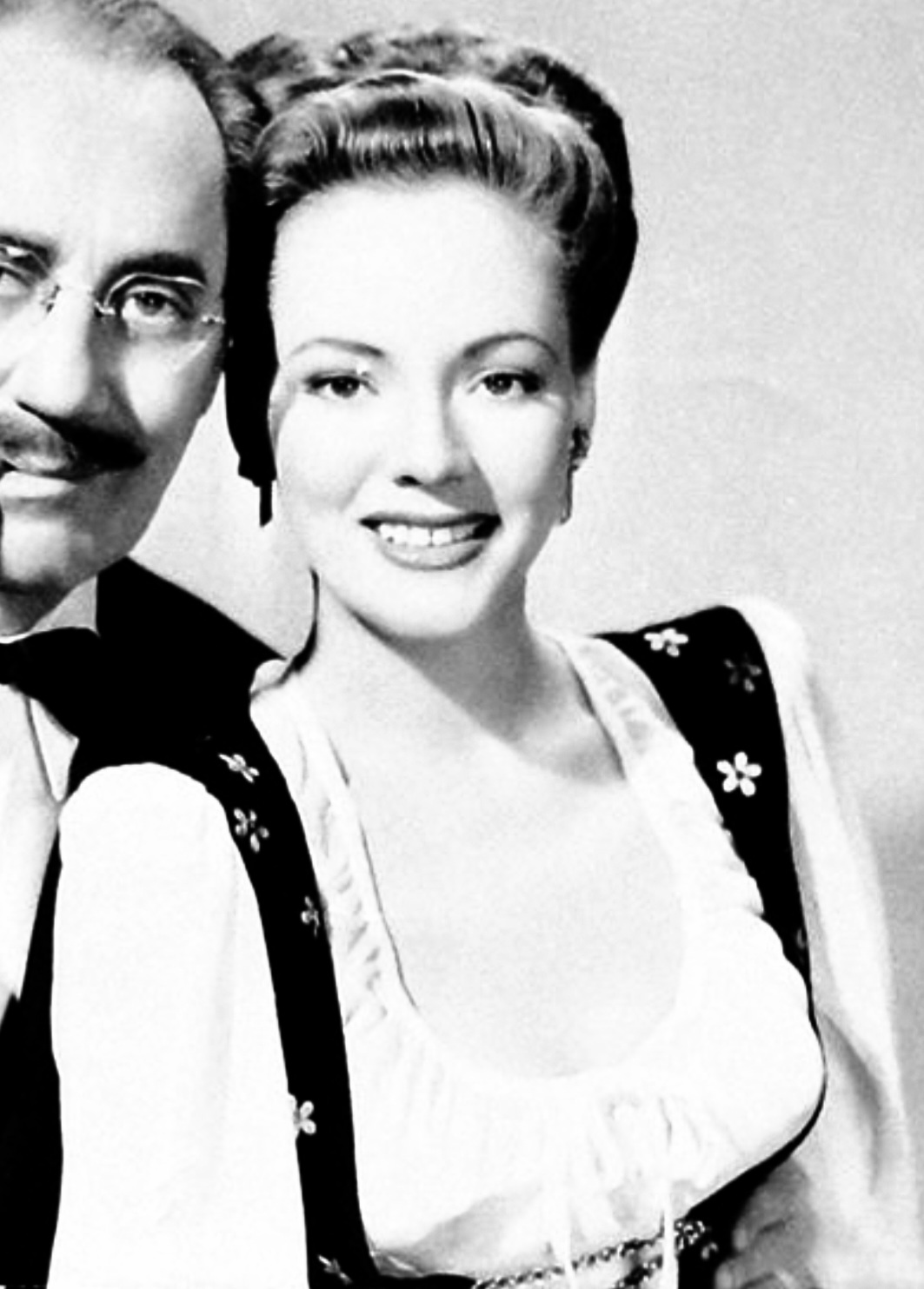

글로리아 진(Gloria Jean, 1926년 4월 14일 ~ 2018년 8월 31일)은 미국의 배우, 가수, 영화 배우이다. 버펄로에서 태어났다.

## 영화
- 레이디스 맨 (1961년)
- 올드-패션 걸 (1949년)
- 코파카바나 (1947년)
- 폴로우 더 보이즈 (1944년)
- 이프 아이 해드 마이 웨이 (1940년)